# 出殯
出殯又叫送葬，是指尸體從殯儀館（不設有火葬場）、停屍間前往墓地或火葬场的過程，此時死者的家屬或親朋好友會一路跟隨尸體。 早期，男性家庭成员會抬著死者的棺材步行前往墓地。随着时间的推移，这种做法已经转变为用灵车运送死者的棺材，而家人和朋友则坐在其他機動車輛一路跟随。从步行改成坐車有以下两个主要因素：墓地或火葬場距離殯儀館較遠；机动车辆和公共交通工具的普及。